# Georg Simmel
Georg Simmel (Berlim, 1º de março de 1858 – Estrasburgo, 28 de setembro de 1918) foi um sociólogo e filósofo alemão. Professor universitário admirado pelos seus alunos, sempre teve dificuldade em encontrar um lugar no seio da rígida academia do seu tempo.

## Vida
Último dos sete filhos de Eduard Maria Simmel (1810-1874) e Flora Bodstein (1818-1897), Georg tinha ascendência judia tanto pelo lado do pai como da mãe. Apesar disso, a mãe tinha sido batizada luterana, assim como Georg.
Em 1874 Edward Simmel, dono de uma fábrica de chocolate, morre, deixando uma grande fortuna como herança. Julius Friedländer, amigo da família e também dono de respeitável fortuna adquirida no ramo da música, torna-se tutor de Georg, tendo-lhe, mais tarde, deixado uma herança expressiva a qual lhe permitiu seguir a vida acadêmica.
Diplomou-se na Universidade de Berlim passando pelos cursos de filosofia. Sua tese de doutorado, também em filosofia, levou o título de A natureza da matéria segundo a monadologia física de Kant e rendeu-lhe o título no ano de 1881.
Em 1885 foi designado como Privatdozent na mesma Universidade de Berlim e ganhava apenas o que vinha das taxas pagas pelos estudantes que se inscreviam em seus cursos. Em 1901, tornou-se ainda "professor extraordinário", mas jamais foi incorporado de modo formal e definitivo na academia berlinense.
Em 1890 casou-se com Gertrud Kinel, diplomada também em Berlim, de família católica. Os dois tiveram um filho, Hans Simmel.
Em 1914, ele foi nomeado professor em Estrasburgo, então uma cidade que pertencia ao Império Germânico. No entanto, o autor morreu em 1918, aos 60 anos de idade.

## Sociologia (1908)
Muito antes do grande tratado sociológico de Max Weber - Economia e Sociedade -, a Alemanha já conhecia o desenvolvimento consistente de uma discussão epistemológica voltada para a determinação do objeto, métodos e temas da ciência sociológica: reunindo diversos escritos produzidos em momentos anteriores, Georg Simmel apresentou sua "Soziologie" em 10 capítulos (e diversos outros excursos) no ano de 1908 e contribuiu decisivamente para a consolidação desta ciência na Alemanha.
Nesta obra, ele trata especificamente da sociologia (Capítulo 1 - O problema da sociologia) e aprofunda a análise das formas de sociação (objeto da sociologia), como a dominação (capítulo 3), o conflito (capítulo 4), o segredo (capítulo 5), os círculos sociais (capítulo 6) e a pobreza (capítulo 7). Ao mesmo tempo, reflete sobre os determinantes quantitativos da vida social (capítulo 2), bem como sobre a relação entre a vida grupal e a individualidade (capítulo 10).
Simmel desenvolveu a sociologia formal, ou das formas sociais, influenciado pela filosofia kantiana (o neokantismo era uma corrente muito forte na Alemanha da época) que distinguia a forma do conteúdo dos objetos de estudo do conhecimento humano. Tal distinção pretendia tornar possível o entendimento da vida social já que no processo de sociação (Vergesellschaftung, termo que cunhou para o estudo da sociologia) o invariante eram as formas em que os indivíduos se agregavam e não os indivíduos em si.
Os processos qualitativos, no entanto, que assumiam tais formas também deveriam ser estudados pela sociologia geral, subproduto da formal, como a concebia Simmel. O autor não conferia aos grupos sociais unidades hipostasiadas, supervalorizadas com relação ao indivíduo (um distanciamento seu com relação a Durkheim, por exemplo). Antes via neste o fundamento dos grupos, daí que as formas para Simmel constituem-se em um processo de interação entre tais indivíduos, seja por aproximação, seja pelo distanciamento, competição, subordinação, etc.
As principais formas de sociação estudadas por Simmel em sua obra são:
- a determinação quantitativa do grupo: investigação entre o número de indivíduos no seio das formas de vida coletiva, ou seja, o modo como o aspecto quantitativo afeta o tipo de relação social existente. Neste tópico, Simmel mostrou que estar isolado, em uma relação exclusiva entre duas pessoas e, por fim, entre três, produz diferentes tipos de interação entre as pessoas.

- dominação e subordinação: as relações de poder não são unilaterais e é preciso explicar como as formas de comando e obediência estão relacionadas. Dentre os tipos de relação de poder, Simmel destacou a obediência do grupo a um indivíduo, a dominação do grupo ou a dominação de regras impessoais.

- o conflito: os indivíduos vivem em relações de cooperação, mas também de oposição, portanto, conflitos são parte mesma da constituição da sociedade. Seriam momentos de crise, um intervalo entre dois momentos de harmonia, vistos, portanto, numa função positiva de superação das divergências. Influenciou assim as concepções do conflito presentes na obra de Lewis Coser e Ralf Dahrendorf.

- pobreza: constitui um tipo de relação na qual o indivíduo acha-se na dependência de outros, provocando, ao mesmo tempo, a necessidade de assegurar o socorro social.

- a individualidade: ela pode ser de dois tipos. Sua forma quantitativa significa que todo indivíduo possui a mesma dignidade formal, ou seja, são iguais entre si. Mas, do ponto de vista qualitativo, todos procuram afirmar sua singularidade, sua personalidade, diferenciando-se dos demais.

Assim, apesar do seu caráter fragmentado, o livro "Sociologia" lançou as bases da orientação hermenêutica de sociologia (depois retomada e aprofundada por Max Weber), bem como explorou importantes temáticas da análise sociológica, como a questão do indivíduo e dos grupos sociais. Muitos entendem que sua abordagem foi vital para o desenvolvimento do que ficou conhecido como microssociologia, uma análise dos fenômenos no nível das interações diretas entre as pessoas.

## Microssociologia
Escrito em 1908, a Filosofia do Dinheiro de Georg Simmel pode ser considerada como um dos grandes tratados que analisam sociologicamente a vida moderna, como "O Capital" de Karl Marx, "A Ética Protestante e o Espírito do Capitalismo" de Max Weber e A "Divisão do Trabalho Social", de Émile Durkheim. Dividido em duas partes, este escrito realiza uma ampla abordagem fenomenológica do dinheiro e, a partir dele, vai desenhando sua influência e sua relação com os elementos centrais da sociedade contemporânea.
A primeira parte, intitulada "analítica" destaca os aspectos estritamente econômicos do tema e analisa a relação entre valor e dinheiro (capítulo 1) e a relação do dinheiro com o valor substancial (capítulo 2). A segunda parte, chamada de "sintética", destaca o lugar do dinheiro na ordem teleológica (relação entre meios e fins, conforme o capítulo 3), discute sua relação com a liberdade individual e os valores pessoais (capítulos 4 e 5) e desemboca em uma análise do estilo de vida moderna (capítulo 6).
Ao tomar o dinheiro como ponto de partida de sua análise, Simmel procura mostrar que a modernidade se caracteriza por traços intrinsecamente ligados a vida monetária, como a aceleração do tempo, a monetarização das relações sociais, ampliação dos mercados, racionalização e quantificação da vida e inversão de meios e fins. O dinheiro é o deus da vida moderna, afirma Simmel, mostrando como na modernidade tudo gira ao redor do dinheiro e, ao mesmo tempo, o dinheiro faz tudo girar. Não se trata de afirmar que no mundo contemporâneo tudo é determinado e explicado pela vida monetária, mas de perceber que esta é uma manifestação e encarnação de traços que caracterizam os traços sociais de nossa época. É neste sentido que a obra de Simmel é uma das grandes interpretações sociológicas do mundo moderno.
Outro destacado tema da sociologia simmeliana foi sua análise da vida urbana em um escrito intitulado Die Großstädte und das Geistesleben [A metrópole e a vida espiritual], de 1903, traduzido para vários idiomas e considerado um dos textos fundadores da chamada sociologia urbana. Como o dinheiro, a vida nas grandes aglomerações urbanas é outro traço fundamental dos tempos modernos. Analisando seu impacto sobre a sociabilidade e a individualidade, Simmel destacou o fenômeno do embotamento dos sentidos. A imensidade de estímulos gerados pelas intensas atividades urbanas (intensificação da vida nervosa) tinham seu reflexo na personalidade do indivíduo, gerando sujeitos que iam perdendo sua capacidade de relação com seu meio circundante, tornando-se objetivos, impessoais, distantes e calculistas. Nas palavras de Simmel:
A pontualidade, a contabilidade, a exatidão, que coagem a complicações e extensões da vida na cidade grande, estão não somente no nexo mais íntimo com o seu caráter intelectualístico e econômico-monetário, mas também precisam tingir os conteúdos da vida e facilitar a exclusão daqueles traços essenciais e impulsos irracionais, instintivos e soberanos, que pretendem determinar a partir de si a forma da vida, em vez de recebê-la de fora como uma forma universal, definida esquematicamente."
A caracterização sociológica desta personalidade social é o indivíduo blasé, atomizado, indiferente e distante do ambiente social: "A essência do caráter blasé é o embotamento frente à distinção das coisas; não no sentido de que elas não sejam percebidas, como no caso dos parvos, mas sim de tal modo que o significado e o valor da distinção das coisas e com isso das próprias coisas são sentidos como nulos".
Também são famosas as análises de Simmel sobre a moda, a psicologia feminina, os círculos sociais, a carta, o segredo, a conversação ou sociabilidade, o estrangeiro e outros aspectos elementares da vida social, presentes no dia a dia. Por esta razão, Simmel é considerado um dos precursores da microssociologia.
Dada a importância de sua sobra, ele influenciou autores como Robert E. Park, Louis Wirth, Ernst Burgess, Robert Merton, Georg Lukács, Leopold von Wiese, Ernst Bloch, Karl Mannheim, Walter Benjamin, Theodor Adorno, Max Horkheimer, Max Weber, Max Gluckman e, entres outros Kurt Heinrich Wolff, que foi Presidente do Comité de Investigação da Sociologia do Conhecimento do International Sociological Association e Presidente da Sociedade Internacional para a Sociologia do Conhecimento, que teve uma grande influência na propagação da Sociologia do conhecimento por ter traduzido Simmel no Estados Unidos.
Além dos teóricos citados que integraram, com destaque, importantes centros de pesquisa, como a Escola de Chicago, a Escola de Frankfurt, e outras instituições acadêmicas de renome, nos EUA e Europa, cabe menção a Emilio Willems e Donald Pierson que também tiveram em Simmel uma importante referência teórica, na linha teórica do interacionismo simbólico. Pierson sob a influência de George Herbert Mead, Robert E. Park, e Redfield. Estudos mais contemporâneos identificam a influência do pensamento de George Simmel na sociologia de Gilberto Freyre e Sérgio Buarque de Holanda, dois pilares do pensamento sociológico brasileiro. Quando a pesquisa sociológica no Brasil passou a conceder ênfase aos aspectos culturais, a presença de Simmel se fez sentir com mais força.

## A obra de Simmel
Simmel tornou-se conhecido como um ensaísta, assim como autor de livros sociológicos e filosóficos. Suas principais obras, no título original, são:
- Über sociale Differenzierung, Leipzig: Duncker & Humblot, 1890 [Da diferenciação social]
- Einleitung in die Moralwissenschaft, 2 volumes, Berlin: Hertz, 1892-3 [Introdução à Ciência da Ética]
- Die Probleme der Geschichtphilosophie, Leipzig: Duncker & Humblot, 1892, 2nd edn 1905 [Os problemas da Filosofia da História]
- Philosophie des Geldes, Leipzig: Duncker & Humblot, 1900, segunda edição 1907 [A Filosofia do Dinheiro]
- Die Großstädte und das Geistesleben, 1903 [A metrópole e a vida mental]
- Kant, Leipzig: Duncker & Humblot, 1904, sexta edição 1924
- Kant und Goethe, Berlin: Marquardt, 1906
- Die Religion, Frankfurt am Main: Rütten & Loening, 1911, segunda edição 1912
- Schopenhauer und Nietzsche, Leipzig: Duncker & Humblot, 1907
- Soziologie, Leipzig: Duncker & Humblot, 1908
- Hautprobleme der Philosophie, Leipzig: Göschen, 1910
- Philosophische Kultur, Leipzig: Kröner, 1911, segunda edição 1919
- Goethe, Leipzig: Klinkhardt, 1913
- Grundfragen der Soziologie, Berlin: Göschen, 1917 [Questões fundamentais da Sociologia]
- Rembrandt, Leipzig: Wolff, 1917
- Lebensanschauung, München: Duncker & Humblot, 1918
- Zur Philosophie der Kunst, Potsdam: Kiepenheur, 1922
- Fragmente und Aufsäze aus dem Nachlass, edição G Kantorowicz, Munique: Drei Masken Verlag, 1923
- Brücke und Tür, edição M Landmann & M Susman, Estugarda: Koehler, 1957

## Obras
português
- "Filosofia da Moda e outros escritos". Edições Texto & Grafia, Lisboa, 2008, reedição em formato bolso, 2014.
- "Psicologia do Dinheiro e outros ensaios". Edições Texto & Grafia, Lisboa, 2009.
- ‘‘Schopenhauer & Nietzsche’’. Contraponto Editora, 2011.
- ‘‘Ensaios sobre teoria da história’’. Contraponto Editora, 2011.
- ‘‘RELIGIÃO ENSAIOS - Vol. 1/2 ’’. Olho D´Água Editora, 2011.